# Ардашев, Владимир Александрович
Владимир Александрович Ардашев (6 июня 1870, Пермь — 12 декабря 1911, Екатеринбург) — российский юрист. Наиболее известен как двоюродный брат В. И. Ленина.

## Биография
Владимир Александрович Ардашев — последний из восьми детей Александра Федоровича Ардашева и Любови Александровны Бланк - родился 6 июня (18 июня) 1870 года в Перми уже после кончины отца, причем в один и тот же год, с разницей в один месяц, что и его двоюродный брат, тоже Владимир - Ульянов, будущий Ленин, с которым ему в детстве доводилось играть. Род Ардашевых имеет дворянские корни с XVII века — от Ардаша выходца из Казани, поместья в Нижегородской губернии (Веселовский 1974, с. 15).
Мать Владимира Ардашева являлась родной сестрой матери В. И. Ленина. Еще во время беременности сестры договорились, что назовут своих детей Владимирами, если родятся мальчики.
В детстве и в юности Ардашев и Ульянов поддерживали довольно тесные отношения. Оба любили проводить вместе летние каникулы. Позже семья Ардашевых посещала Ульяновых, когда те жили в эмиграции. Потом же их жизненные пути разошлись.
Детские годы Владимира Ардашева прошли в Кокушкино. Перед гимназией он получил определенную подготовку дома, под руководством матери и отчима — Александра Петровича Пономарева, видного специалиста по народному образованию. Затем, был определен в 1-ю Казанскую мужскую гимназию.  Окончил гимназию в 1889 г. 
Учился он в одном классе с одним из первых марксистов России — Н.Е.Федосеевым. Быть может и он, Федосеев, как и Владимир Ульянов, бывал на квартире Ардашевых в Казани, коль скоро Евдокия Ардашева писала, что на ней происходили встречи обучавшейся в городе молодежи, принадлежавшей к кружковцам-нелегалам. Но пути Владимира, других Ардашевых и Федосеева, арестованного и в 1898 г. погибшего в ссылке, сложились по разному: у Ардашевых. 
По окончании гимназии в 1889 г. Владимир Ардашев поступил на юридический факультет Казанского университета. 
В 1890 г. Владимир перешел на юридический факультет Императорского Санкт-Петербургского университета и окончил его в 1893 г. с дипломом 1-й степени. В дипломе его, датированном 9 октября 1893 г., отмечено, что он «подвергался испытанию в Юридической испытательной комиссии... в апреле и мае месяцах 1893 года» и «По представлении сочинения и после письменного ответа по Уголовному праву, признанных удовлетворительны¬ ми, оказал на устном испытании следующие успехи: по Римскому праву, Уголовному праву, Гражданскому праву и судопроизводству, Международному праву и Церковному праву - весьма удовлетворительные, по Уголовному судопроизводству, Финансовому праву и Полицейскому праву — удовлетворительные».  Оценки по тому времени, — самые высокие. 
Владимира, как и братьев, с которыми он поддерживал связь не только при встречах на каникулах в Кокушкино, привлекал Урал. 
По совету Александра он обратился к председателю Екатеринбургского окружного суда с просьбой предоставить ему работу как дипломированному юристу. Председатель судебного округа испросил ректора Санкт-Петербургского университета и попечителя столичного учебного округа выслать ему документы В.А.Ардашева, а также свидетельство о его благонадежности. Просьба была удовлетворена. В сентябре 1893 г. из Петербурга поступили высокие отзывы, в том числе и относительно благонадежности. По этому поводу говорилось: «...Никакого участия в каких бы то ни было противозаконных проявлениях, обнаруживающих неуважение к за¬ кону или к установленным властями правилам», он не принимал. 
Владимир Ардашев вскоре получил первое назначение. По прибытии в Екатеринбург он в том же 1893 г. был зачислен в Екатеринбургскую окружную судебную палату младшим кандидатом, через два года стал старшим кандидатом (должности — следовательские), затем — судебным следователем. Проживал часть времени в Екатеринбурге, но на короткие периоды посещал уезды для работы в судах. Ему довелось служить судебным следователем в Екатеринбурге, Камышлове , Ирбите, Шадринске, Верхотурье и в их уездах. Города эти были примечательными, особенно Екатеринбург и Верхотурье, о которых речь уже шла. Большую же часть времени Ардашев, с перерывами, работал в Камышлове и его уезде, а в мае — июне 1896 г. даже исполнял должность городского судьи в Камышлове. 
К концу 90-х годов Ардашев получил как специалист по судебно следственным делам широкую известность, причем и в соседней - Тобольской губернии. 
24 апреля 1897 г. в Екатеринбург поступило отношение на предмет присылки его документов в Тобольский окружной суд, чего исполнено не было. В 1899 году Ардашев служил у западных границ Тобольской губернии — на 4-м участке Камышловского суда, находившегося в небольшом поселке Талицкий завод. 23 октября, в соответствии с личной просьбой, Ардашева перевели на 3-й участок, который находился в Камышлове. Принимав¬ шее это решение отделение окружного суда отмечало, что «титулярный советник Ардашев успел заявить себя с прекрасной стороны, как своим трудолюбием и знанием дела, так и безупречными нравственными качествами». 
В Камышлове Ардашев поселился в хорошей казенной квартире. Спустя два года (15 декабря 1901 г.) он получил высокое назначение — на должность «товарища (т.е. заместителя) прокурора Екатеринбургского судебного округа. С конца 1901 г. Владимир Ардашев уже постоянно жил и работал в Екатеринбурге, в окружном суде. Прокурорская работа была хлопотной, связанной с разъездами.  В мае 1910 г. Владимира Ардашева единогласно избрали членом окружного суда. Это было повышение по службе. Карьера его была успешной, а в чинах, можно сказать, и стремительной. В 26 лет (в 1896 г.) он стал уже титулярным советником (9-й класс), в 1901 г. — коллежским асессором, в 1904 г. — надворным советником, в следующим году — коллежским советником, а через несколько лет представлен в статские советники (утверждение пришло с задержкой — в 1912 г., после его смерти). Это — 5-й класс, равный среднему — между полковником и генералом в армии, с правом на получение личного дворянства. 
В.А.Ардашев долго оставался холостяком. Женился в Екатеринбурге примерно в 1907 г. на Марии Алексеевне Скачковой, родившейся 15 сентября 1882 г. в Красноярске (моложе его на 12 лет), дочери почетного гражданина Екатеринбурга. Супруги жили в достатке, в большом доме жены. У них было две дочери — Ольга (родилась 5 апреля 1908 г.) и Лидия (25 февраля 1910 г.). У Лидии при крещении восприемниками (крестными) были Георгий (Юрий) и Ксения - дети А.А.Ардашева.  
В ночь на 12 декабря 1911 г. он скоропостижно скончался. Умер от воспаления легких. Заболел при служебной поездке в Камышлов на сессию судей и присяжных заседателей, состоявшуюся 22—30 ноября. По возвращении домой слег в постель. Врачи спасти его не смогли. 
За сравнительно недолгую юридическую практику, но большие успехи по службе В.А.Ардашев получил награды - имел орден Св. Анны 3 степени и серебряную медаль в память Царствования Императора Александра III. 

### Семья
Был женат на Марии Алексеевне Скачковой (15 сентября 1882, г. Красноярск- ) две дочери — Ольга (родилась 5 апреля 1908 г.)  и Лидия (родилась 25 февраля 1910 г.).  У Лидии при крещении восприемниками (крестными) были Георгий (Юрий) и Ксения - дети А.А.Ардашева. 
Судьбу семьи, дочерей Владимира Ардашева выяснить не удается. Но можно утверждать, что до большевистского переворота, до октября 1917 г. жизнь их была благополучной, обеспеченной. В.А.Ардашев не имел 25-летнего стажа, дававшего право семье на максимальную пенсию (в размере его оклада), но стараниями руководства окружного суда, в порядке исключения, Министерством юстиции пенсия семье юстиции была определена в 600 рублей в год (по 200 руб. на вдову и дочерей), с единовременным пособием в 2 200 рублей. 